# Пожар в Ричмондском театре (1811)
Пожар в Ричмондском театре — пожар, случившийся 26 декабря 1811 года в театре Ричмонда, столицы американского штата Виргиния. Он стал крупнейшим на тот момент трагическим происшествием в истории городов США.
В результате  пожара  здание театра было полностью уничтожено, погибли 72 человека (54 женщины и 18 мужчин). Среди жертв — 17-й губернатор штата Виргиния Джордж Уильям Смит, заступивший на свой пост в том же году, и бывший сенатор от штата, президент Банка Виргинии Авраам Венэбл. По некоторым утверждениям, погибших было больше.

## Предыстория
Вечером 26 декабря давали представление в честь актёра Александра Плэйсида (Alexander Placide) и его дочери. Изначально оно планировалось на вечер 23 декабря, но было перенесено из-за смерти Элизы По, игравшей в театре, болезни самого Плэйсида и плохой погоды. В первый после Рождества вечер зал театра был набит битком: 518 мужчин и женщин, а также 80 детей пришли посмотреть спектакль по пьесе Дени Дидро «The Father of the family» («Le père de famille») и пантомиму «Raymond and Agness, or The Bleeding Nun».
Пожар возник по окончании первого акта, от упавшей на декорации горящей свечи.

## Пожар
Быстрое распространение огня вызвало панику среди публики. Несмотря на то, что в здании театра было несколько выходов, люди ринулись к окнам, однако многие побоялись разбиться, прыгнув с большой высоты. Другая часть публики была сбита с ног хаотично движущейся толпой и тем более не могла ничего предпринять, чтобы спастись. Во время пожара отличились несколько человек, в частности, редактор газеты «Richmond Standard», который, находясь снаружи, с другими добровольцами ловил людей, выпрыгивавших из окон. Порядка десяти жизней спас чернокожий кузнец Джильберт Хант, чей магазин находился рядом со зданием театра. Он ловил людей, которым помогал выбраться со второго яруса Джеймс МакКоу (Dr. James McCaw). Позднее об отважном рабе была выпущена книга «Gilbert Hunt, the City Blacksmith», доходы от продажи которой были отданы Джильберту Ханту для облегчения его жизни в старости.
Писали, что около 30 человек были спасены Питером Франциско - героем войны за независимость.

## В литературе
Последняя сцена страшного пожара в рассказе Эдгара По «Метценгерштейн» могла быть навеяна воспоминаниями о пожаре в театре. Трагедия случилась всего через 18 дней после смерти матери писателя Элизы По, игравшей в этом театре. (Самому будущему писателю не было тогда и трёх лет). Когда стало известно об её болезни, театр 29 ноября 1811 устроил в её честь благотворительное представление.

## Память
На месте сгоревшего здания в 1812—1814 была возведена мемориальная часовня.
Новое здание театра  было построено на другом месте в 1819.